# Alchemilla gigantodus
Alchemilla gigantodus é uma espécie de rosácea do gênero Alchemilla, pertencente à família Rosaceae.